# David Jacoby (historiador)
David Jacoby (Anvers, 24 de febrer del 1928 - ?, 4 d'octubre del 2018) fou un medievalista israelià, especialista en la història econòmica i social de l'Orient llatí i romà.

## Biografia

### Historiador israelià
David Jacoby nasqué el 24 de febrer del 1928 a Anvers (Bèlgica), en el si d'una família jueva d'orígens polonesos i russos. Ja des de la infància parla el francès, l'anglès i l'ídix, les llengües emprades pels seus pares. Així mateix, sabia llegir el flamenc. Tenia una germana petita, Noémie. El seu pare treballava en la indústria del diamant.
El 1942, la seva família eludí per ben poc una batuda nazi i trobà refugi a Suïssa. Després de tornar a Anvers a la fi de la guerra, emigrà al Mandat de Palestina el 1947 i prestà servei en l'exèrcit israelià durant la primera guerra arabo-israeliana l'any següent.
A partir del 1949, seguí estudis d'història a la Universitat Hebrea de Jerusalem, on tingué professors com ara Joshua Prawer, i posteriorment a la Sorbona sota la direcció de Paul Lemerle.
El 1958 defensà la seva tesi, titulada La démographie de la paysannerie dans l'Empire byzantin tardif (‘La demografia de la pagesia a l'Imperi Bizantí tardà’). Des d'aleshores fins a la seva jubilació el 1996 donà classes a la Universitat Hebrea de Jerusalem.
Estava casat amb Zehava (Sofia) Jacobi, supervivent de l'Holocaust, igual que ell, i professora d'Història de l'Art a la Universitat de Haifa. Tingueren dues filles.

### Especialista de l'Orient llatí i romà
Les seves publicacions, més consagrades als aspectes econòmics socials que a la història política, versen sobre els pelegrinatges i les croades a Terra Santa, dels territoris venecians a Orient, de la història de la ciutat d'Acre, Xipre, Egipte, els jueus, l'Imperi Romà d'Orient i la seda. En total, publicà més de dos-cents articles, la majoria dels quals han estat reeditats en llibres de la col·lecció «Variorum Reprints».
El 1971, en la seva obra 'La Féodalité en Grèce médiévale, les « Assises » de Romanie, sources, application et diffusion ('El feudalisme a la Grècia medieval, les «Audiències» de Romania, fonts, aplicació i difusió'), estudià el feudalisme al principat franc de Morea i la influència de Venècia. En una revisió escrita per a Annales. Histoire, Sciences sociales, Robert Boutruche qualificà aquest llibre de «tremendament útil». El 1973, l'Acadèmia de les inscripcions i llengües antigues li atorga el Premi Gustave Schlumberger per aquesta obra. David Jacoby és un dels especialistes més prestigiosos de la història de les croades, juntament amb Joshua Prawer i Benjamin Z. Kedar, també israelians.
Els treballs de David Jacoby renovaren els estudis romans d'Orient en modificar la visió de l'Imperi Romà d'Orient, ressituant-lo en un marc socioeconòmic més extens, la Mediterrània oriental, on apareix com la superpotència. David Jacoby dedica una desena d'articles a Xipre a l'edat mitjana, centrats en les relacions econòmiques de l'illa amb els seus veïns de la Mediterrània oriental i la instal·lació i el comerç dels grecs, venecians, genovesos i pisans.
Morí el 4 d'octubre del 2018. El 2019, els seus col·legues i estudiants li dedicaren el liber amicorum Crusading and Trading Between West and East: Studies in Honour of David Jacoby. La revista Mediterranean Historical Review li dedicà el seu número de gener del 2021.

## Obres principals
- «La Féodalité en Grèce médiévale». Mouton - École pratique des Hautes études VIe section, 1971..

### Col·leccions d'articles
- Société et démographie à Byzance et en Romanie latine, 1975. ISBN 9780902089747.
- Recherches sur la Méditerranée orientale du XIIe au XVe siècle, 1979. ISBN 9780860780502.
- Studies on the Crusader States and on Venetian Expansion, 1989.
- Trade, Commodities and Shipping in the Medieval Mediterranean.  Variorum Reprints, 1997. ISBN 9780860786207.[9]
- Byzantium, Latin Romania and the Mediterranean.  Ashgate, 2001. ISBN 9780860788447.
- Commercial Exchange across the Mediterranean: Byzantium, the Crusader Levant, Egypt and Italy, 2005.
- Latins, Greeks and Muslims, 2009.
- Travellers, Merchants and Settlers in the Eastern Mediterranean, 11th–14th Centuries.  Ashgate, 2014. ISBN 978-1-4724-2579-9.[10]
- Medieval Trade in the Eastern Mediterranean and Beyond.  Routledge, 2017. ISBN 9780367888688.